# Ски-альпинизм

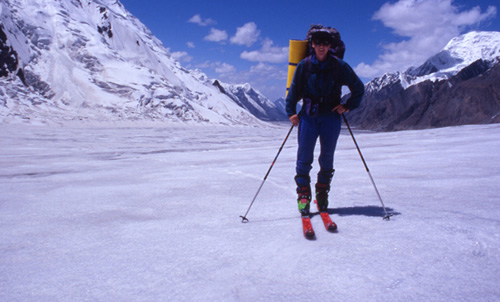
Экспедиция на леднике Северный Иныльчек, Тянь-Шань, Казахстан

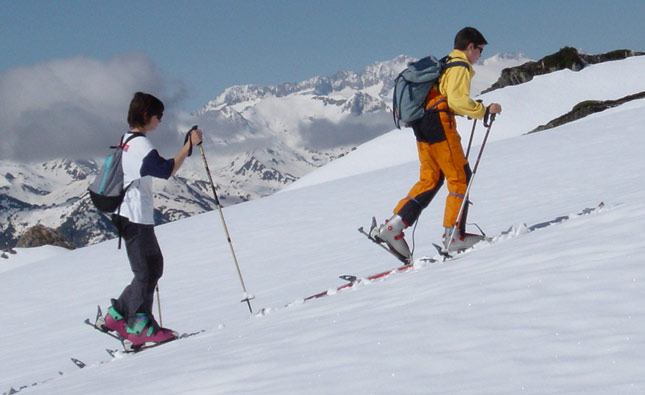
Подъём на лыжах для ски-альпинизма в гору

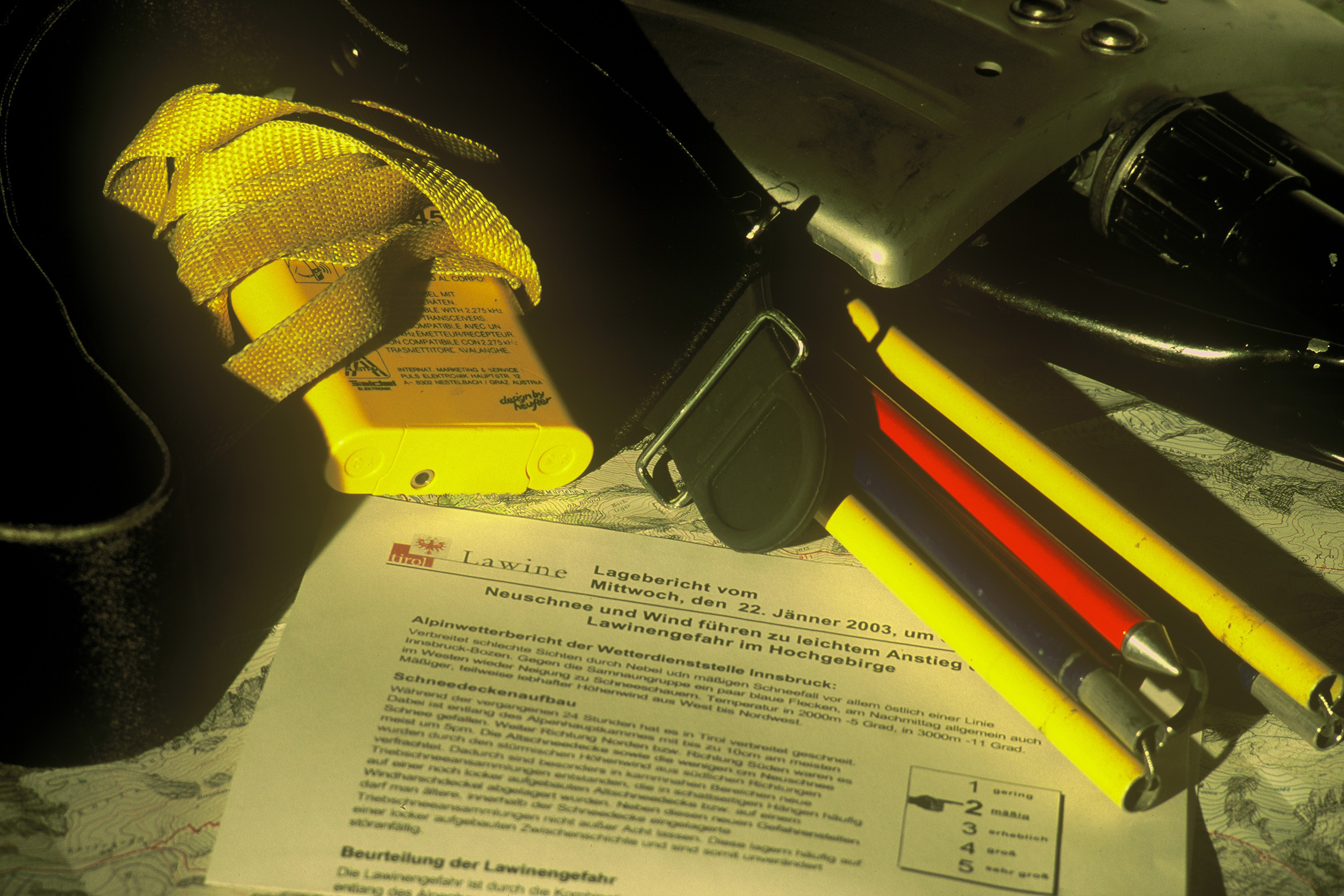
Снаряжение для занятий ски-альпинизмом: лавинный датчик, лавинный зонд, карта

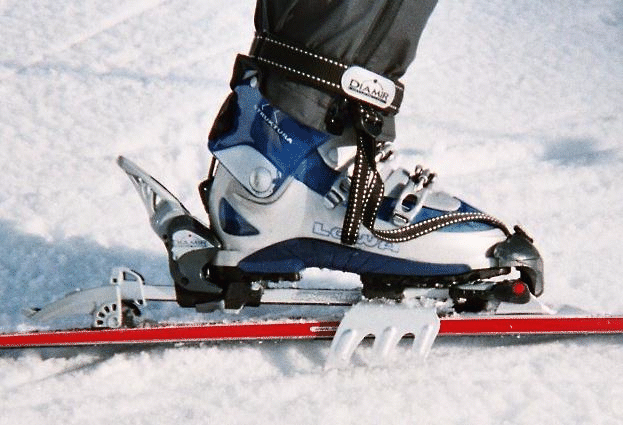
Ботинок и специальные кошки для ски-альпинизма

Ски-альпинизм (англ. Ski mountaineering, используется также сокращение скимо) — вид спорта и активного отдыха, сочетающий горные лыжи и разновидность беговых лыж.
Ски-альпинизм предполагает прохождение маршрута в горах с подъёмом на лыжах с камусом и/или пешком с лыжами и спуском на лыжах без трассы (фрирайд).
В 2020 году соревнования по ски-альпинизму были проведены на зимних юношеских Олимпийских играх в Лозанне (золотые медали завоевали спортсмены Швейцарии, Италии и Испании). 20 июля 2021 года ски-альпинизм был включён в программу зимних Олимпийских игр 2026 года в Италии.

## История
Ски-альпинизм возник сравнительно недавно, однако получил широкое распространение в горных районах Европы, Америки, Азии, других стран, где есть горы и снег.
В 1990-x годах Франция, Италия, Словакия, Андорра и Швейцария создали Международный комитет соревнований по ски-альпинизму (Comité International du Ski-Alpinisme de Compétition (CISAC)), который провёл первый Европейский чемпионат по ски-альпинизму в 1992 году.
Позднее, в 1999 году, эта организация CISAC была преобразована в Международный совет соревнований по ски-альпинизму (International Council for Ski Mountaineering Competitions, ISCM) при Международной федерации альпинизма (UIAA). Первый официальный чемпионат мира под эгидой ISCM был проведён в 2002 году.
В настоящее время проводятся соревнования различного уровня по ски-альпинизму:
- международные
- национальные
- региональные

При Федерации альпинизма России создана специальная комиссия по ски-альпинизму, который осуществляет организационное руководство по развитию данного спорта в России.

## Снаряжение
При занятии ски-альпинизмом используется специальное снаряжение:
- лыжи, оборудованные креплением, которое обеспечивает в отличие от горных лыж освобождение пятки при подъёме в гору на лыжах
- ка́мус — специальная подкладка на скользящую поверхность лыжи для того, чтобы лыжа не проскальзывала при подъёме
- ботинки, на которые при необходимости могут быть надеты кошки
- специальное снаряжение для обеспечения безопасности (каска, лавинный датчик, лавинная лопата, лавинный зонд и другое).